# Josef Schlaffer
Josef Schlaffer (* 27. März 1891 in Kallmünz, Oberpfalz; † 26. April 1964 in West-Berlin) war ein deutscher Handwerker (Maschinenschlosser) und Politiker (KPD).

## Leben
Schlaffer besuchte die Volksschule und die Fortbildungsschule. Anschließend wurde er zum Maschinenschlosser ausgebildet. Von 1911 bis 1918 gehörte Schlaffer der kaiserlichen Marine an. Nach der Novemberrevolution 1918 wurde Schlaffer Vorsitzender des Soldatenrats in Brunsbüttelkoog.
Nach dem Ersten Weltkrieg trat Schlaffer in die Kommunistische Partei Deutschlands (KPD) ein. Nachdem er weitere politische Erfahrungen als Betriebsratsvorsitzender gesammelt hatte, zog Schlaffer 1924 für eine Wahlperiode (bis 1928) als Abgeordneter in den Bayerischen Landtag ein, in dem er zeitweise der KPD-Fraktion vorstand. In den folgenden Jahren wurde Schlaffer ins Zentralkomitee der KPD gewählt, mit der Führung der KPD in Württemberg beauftragt und zum Reichsleiter des Kampfbundes gegen den Faschismus berufen. Ende 1932 bemühte sich Walter Ulbricht um Schlaffers Ablösung als württembergischer KPD-Führer, nachdem Schlaffer von der Sozialfaschismustheorie abgewichen war, die die Identität von Sozialdemokratie und Faschismus postulierte, und sich für ein einseitiges Vorgehen gegen die NSDAP als politischen Hauptfeind aussprach.
1921 wurde Schlaffer zu drei Jahren Festungshaft verurteilt, die er in Niederschönenfeld und Landsberg am Lech verbrachte. Später folgten noch weitere Strafen, so eine dreimonatige Gefängnisstrafe in Württemberg, nach einer politischen Ansprache in einer als Unterhaltungsabend deklarierten KPD-Versammlung in Stuttgart gehalten hatte.
Im September 1930 wurde Schlaffer als Kandidat seiner Partei für den Wahlkreis 31 (Württemberg) in den Reichstag gewählt. Dem Parlament gehörte er in der Folge bis zum November 1932 an.
Nach der nationalsozialistischen „Machtergreifung“ 1933 betätigte sich Schlaffer erfolgreich als Geschäftsmann unter falschem Namen in Berlin. 1936 und 1937 war er in Haft und danach bis zu seinem Einzug in die Wehrmacht 1943 in verschiedenen Berufen tätig.
1945 befand sich Schlaffer in sowjetischer Kriegsgefangenschaft in Küstrin, wo er zum politischen Leiter der kommunistischen Gefangenen gewählt wurde und schließlich den Posten des politischen Kommandanten im Lager bekleidete.
Am 20. September 1945 wurde Schlaffer Direktor (ab Oktober Präsident) der neugegründeten Zentralverwaltung für Flüchtlingswesen und Heimkehrer in der Sowjetischen Besatzungszone, die im Oktober in Deutsche Zentralverwaltung für Umsiedler (ZVU) umbenannt wurde. Bereits am 15. Dezember 1945 wurde er von diesem Posten wieder entlassen. Als Grund hierfür galten Konflikte Schlaffers mit der SMAD, insbesondere seine Bemühungen, Führungspositionen innerhalb der ZVU nach dem Prinzip der Parität in gleichem Umfang an Sozialdemokraten wie an Kommunisten zu vergeben und Schlaffers beharrliches Festhalten an seinem SPD-Vizepräsidenten. Schlaffers Nachfolger wurde Rudolf Engel. Nach seiner Entlassung wurde Schlaffer Direktor des Industrieverbandes Eisen und Metall des Landes Brandenburg und – bis zu seiner Kündigung 1948 – Direktor der Hüttenwerke Hennigsdorf.
1948 wurde Schlaffer wegen angeblicher Spionage vom sowjetischen Geheimdienst verhaftet und zwei Monate festgesetzt und danach als „Gestapoagent“ den deutschen Behörden übergeben. Am 14. März 1949 wurde er entlassen und aus der SED ausgeschlossen. Er zog nach West-Berlin und lebte dort zurückgezogen. 1956 wurde er von der Zentralen Parteikontrollkommission der SED rehabilitiert und wieder in die SED aufgenommen. Zu diesem Zeitpunkt war Schlaffer bereits seit mehreren Jahren für die Organisation Gehlen (und später für den Bundesnachrichtendienst) tätig, wobei wiederholt der Verdacht bestand, dass er für einen östlichen Nachrichtendienst arbeitet.